# Satpurabergen
Satpurabergen är en bergskedja i centrala Indien, från östra  Gujarat, nära Arabiska sjön, österut genom Maharashtra och Madhya Pradesh till Chhattisgarh. Bergskedjan går parallellt med Vindhyabergen norrut, och dessa två bergskedjor avskär Gangesslätten från Deccan i söder.
Narmadafloden flyter i en försänkning mellan Satpura och Vindhya, och erbjuder avrinning för vattnet från Satpurabergen norra sluttningar österut mot Bengaliska bukten. Tapifloden ordnar i sin tur avrinningen från Satpurabergens södra sluttningar. Mahanadifloden slutligen, tar emot vattnet från Satpurabergens östliga sluttningar. Öster om Satpurabergen möter kullarna i Chutia Nagpur.
De djupa skogarna i Satpurabergen är numera borta, men mindre skogsområden finns fortfarande kvar. Därför finns här fortfarande rester de stora däggdjur som levt och lever på Indiska halvön, däribland tigern (Panthera tigris), vildhunden (Cuon alpinus) och läppbjörnen (Melursus ursinus). Det faller betydligt mer nederbörd i östra delarna av Satpurabergen. De östliga delarna utgör tillsammans med Östra Ghats en klimatzon, medan de västra delarna av Satpurabergen tillsammans med Vindhyabergen och Narmadadalen bildar en annan, torrare klimatzon.